# Vesiloo
Vesiloo ist eine unbewohnte Insel nahe der größten estnischen Insel Saaremaa in der Ostsee. Sie gehört zur Landgemeinde Saaremaa im Kreis Saare. Sie besteht aus einem Hauptland und einer im Südosten hervorgehenden Landzunge, die etwa 800 Meter lang, aber meistens schmaler als 30 Meter ist. Diese ist der Hauptgrund für die Länge der Insel. Sie ist bewaldet und gehört zum Nationalpark Vilsandi.